# From Darkness
From Darkness, es un drama británico psicológico transmitido del 4 de octubre del 2015 al 25 de octubre del 2015 por medio de la cadena BBC One.

## Historia
La serie sigue a Claire Church, una exoficial de la policía de Greater Manchester y cómo su vida se hace pedazos cuando son desenterrados cuatro cuerpos relacionados con sus investigaciones anteriores y cuando su antiguo mentor le pide ayuda para resolver uno de los crímenes de hace 20 años Claire se ve obligada a regresar a las fuerzas policíacas.

## Personajes

### Personajes principales
| Actor                | Personaje       | Ocupación                 | Episodios | Duración |
| -------------------- | --------------- | ------------------------- | --------- | -------- |
| Anne-Marie Duff      | Claire Church   | ex-Policía                | 4         | 2015     |
| Johnny Harris        | John Hind       | Detective Inspector       | 4         | 2015     |
| Caroline Lee-Johnson | Lola Keir       | Detective Superintendente | 4         | 2015     |
| Luke Newberry        | Anthony Boyce   | Detective Sargento        | 4         | 2015     |
| Richard Rankin       | Norrie Duncan   | -                         | 4         | 2015     |
| Leanne Best          | Julie Hind      | -                         | 4         | 2015     |
| Cora Tsang           | Megan Duncan    | -                         | 4         | 2015     |
| Adrian Rawlins       | Gareth Harding  | -                         | 3         | 2015     |
| Lyndsey Marshal      | Lucy Maxley     | -                         | 3         | 2015     |
| Ben Batt             | Chris Templeton | -                         | 2         | 2015     |
| Jim Cartwright       | Roy Marsh       | -                         | 2         | 2015     |

### Personajes recurrentes
| Actor            | Personaje         | Ocupación           | Episodios | Duración |
| ---------------- | ----------------- | ------------------- | --------- | -------- |
| Matt Sapsford    | -                 | Oficial de Policía  | 4         | 2015     |
| Julie Clerehugh  | -                 | Oficial de Policía  | 4         | 2015     |
| Elina Alminas    | Agota Calgys      | Detective Inspector | 3         | 2015     |
| Emma Edmondson   | Rachel Weir       | Detective           | 3         | 2015     |
| Jill Myers       | Fiona Harding     | -                   | 3         | 2015     |
| Tachia Newall    | Jamie Salter      | Detective           | 3         | 2015     |
| Josh Taylor      | Ollie Hind        | -                   | 3         | 2015     |
| Paul Blackwell   | -                 | Oficial de Policía  | 2         | 2015     |
| Josh Glen        | Jack Hind         | -                   | 2         | 2015     |
| Keicha Greenidge | Ellie Myers       | -                   | 2         | 2015     |
| Indiya Rowe      | Jessica Templeton | -                   | 2         | 2015     |
| Naomi Ryan       | Rosanna Templeton | -                   | 2         | 2015     |

## Episodios
La serie estuvo conformada por 4 episodios.

## Producción
La serie fue dirigida por Dominic Leclerc, con la participación de la escritora Katie Baxendale. En la producción contó con el apoyo de Helen Ziegler y de los ejecutivos Oliver Kent y Hilary Martin.
La serie fue filmada en Escocia, Manchester, Lower Falinge, Rochdale en el Reino Unido. 
Internacionalmente la serie fue transmitida en Australia el 1 de noviembre del 2015 por medio de la BBC First.

### Emisión en otros países
| País      | Cadenas   | Fecha de Inicio        | Fecha de Finalización |
| --------- | --------- | ---------------------- | --------------------- |
| Australia | BBC First | 1 de noviembre de 2015 | -                     |